# Najbolje godine (album Novih fosila)
Najbolje godine je kompilacija hitova sastava Novi fosili.

## Popis pjesama
1. "Ja sam za ples" - 2:23
2. "Jedna suza" - 3:11
3. "Mario" - 3:20
4. "Saša" - 4:22
5. "Još te volim" - 3:25
6. "Šu-šu" - 3:30
7. "Za dobra, stara vremena" - 3:55
8. "Milena" - 3:45
9. "Dijete sreće" - 3:58
10. "Znam" - 4:31
11. "Okreni se, idi" - 2:44
12. "Zrinka" - 3:46
13. "Dobre djevojke" - 3:26
14. "Nebeske kočije" - 3:18
15. "Ne, ne može mi ništa" - 3:32
16. "Sedam dugih godina" - 4:00
17. "Ma, šta je tebi" - 2:55
18. "Sanjala sam" - 3:57
19. "Dunjo mirisa" - 3:18
20. "Bu-bu-a-bu" - 2:53